# Златна зора (Грчка)
Народно удружење — Златна зора (грч. Λαϊκός Σύνδεσμος – Χρυσή Αυγή), познатија као Златна зора, политичка је странка крајње деснице у Грчкој. Оснивач и вођа организације је Николаос Михалолиакос.
Неки медији и коментатори је описују као неонацистичку и фашистичку, иако странка одбија ове квалификације. У организацији себе описују као „народни националистички покрет“ и „бескомпромисне националисте“, а такође се позитивно изјашњавају о ауторитарном режиму Јоаниса Метаксаса. Златна зора је регистрована као политичка странка 1993, а 2005. је привремено угашена, али је поново почела са радом у марту 2007.
На парламентарним изборима који су одржани у мају 2012 Златна зора је освојила 6,97% гласова, што јој је донело 21 посланичко место у парламенту. Кампања странке пред изборе је углавном била заснована на економским проблемима као што су незапосленост и мере штедње, али су покренули и кампању против имиграције.
На парламентарним изборима 2019. странка није прешла цензус за улазак у Хеленски парламент.

## Рат у Босни
Током рата у Босни, на страни Републике Српске се борио одређен број грчких добровољаца, већину њих су чинили чланови Златне зоре, који су се борили у саставу Грчке добровољачке гарде (грч. Ελληνική Εθελοντική Φρουρά), која је постала легална формација 1995. године када је наређењем команданта Главног штаба Војске Републике Српске Ратка Младића, стављена под команду Дринског корпуса.
Грчка добровољачка гарда је учествовала у заузимању Сребренице 1995. године.
Данас се у седишту ове странке налазе слика Жељка Ражнатовића Аркана, четнички симболи и српска застава.

## Изборни резултати
| мај 2012.       | Парламентарни | 440.896 | 6,97% | 21 / 300 |
| јун 2012.       | Парламентарни | 425.980 | 6,92% | 18 / 300 |
| јануар 2015.    | Парламентарни | 388.387 | 6,30% | 17 / 300 |
| септембар 2015. | Парламентарни | 379.581 | 7,00% | 18 / 300 |
| 2019.           | Парламентарни | 165.709 | 2,93% | 0 / 300  |